# Erik Wilhelmsson
Erik Anton Wilhelmsson, född 13 november 1894 i Stockholm, död 16 juni 1970 i Kungsholms församling i Stockholm, var en svensk jurist.
Wilhelmsson avlade studentexamen 1914, blev juris kandidat vid Stockholms högskola 1919, gjorde tingstjänstgöring 1919–1922 och utnämndes till assessor i Stockholms rådhusrätt 1924. Han blev l:e assessor 1930, var rådman 1937–1959 och auditör vid Vaxholms kustartilleriregemente 1935–1948. Han var militieombudsman 1948–1961. Wilhelmsson är begravd på Norra begravningsplatsen utanför Stockholm.

## Utmärkelser
- Kommendör med stora korset av Nordstjärneorden 1958
- Riddare av Vasaorden